# Vodní nádrž Lubí

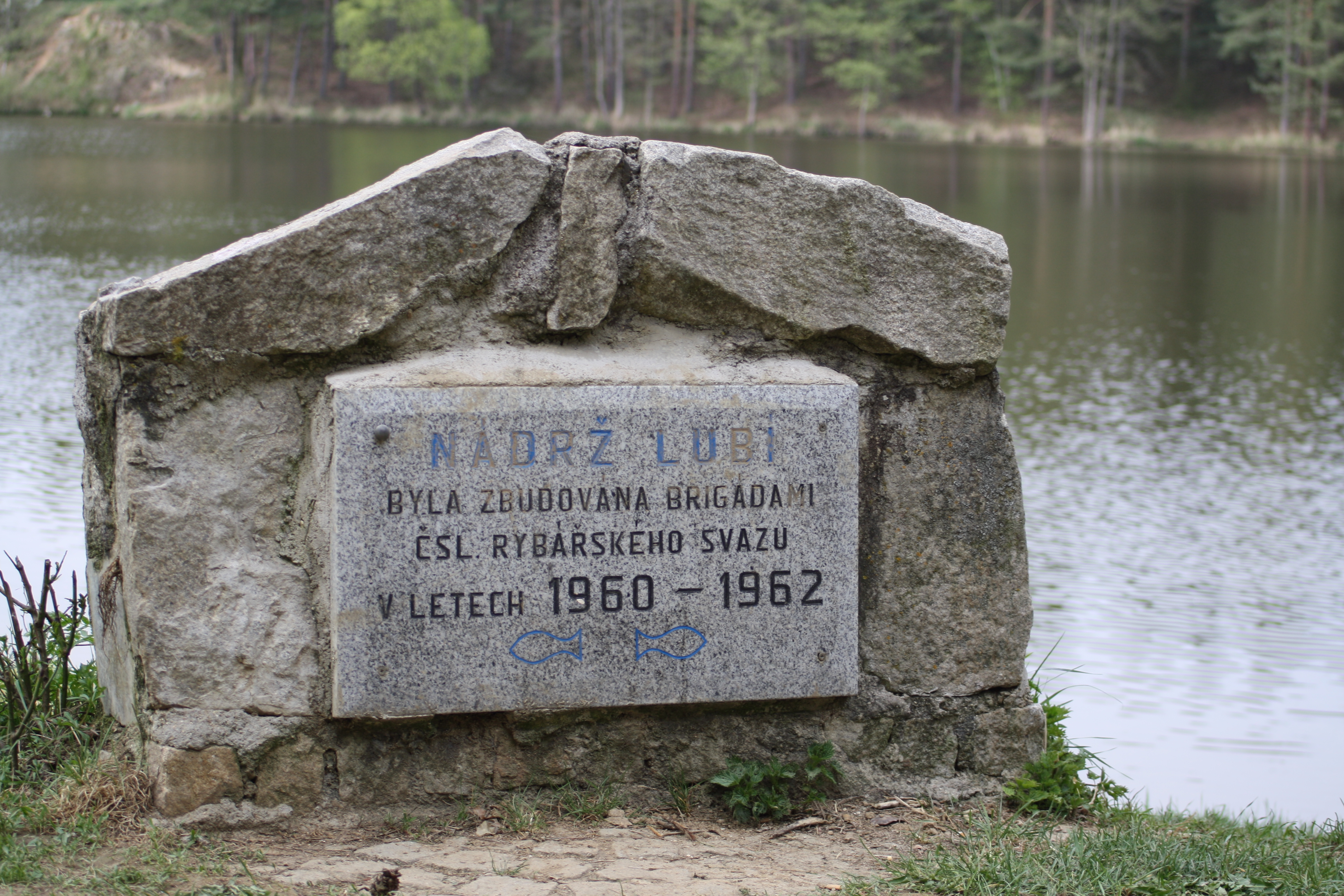
Pamětní deska výstavby vodní nádrže

Vodní nádrž Lubí je vodní nádrž na potoce Lubí v Třebíči.

## Historie
Vodní nádrž Lubí byla zbudována v letech 1960–1962 brigádníky rybářského svazu. Měla sloužit jako záložní zdroj pitné vody pro Třebíč. Plocha činí 4,5 ha, hráz měří 260 m. Rozkládá se zcela na území Nového Města před vtokem Lubí do Ptáčovského žlebu.

## Význam
Lubí se uvádí jako vodohospodářsky významný tok. V letech 1963–1967 byla vodní nádrž Lubí pro Třebíč jedním ze zdrojů vody. V roce 2001 bylo rozhodnuto o tom, že dřívější majitel, Svazek vodovodů a kanalizací, nádrž daruje městu Třebíč. V roce 2000 proběhla studie využitelnosti vodní nádrže k rekreaci, stejně tak proběhla základní studie předpokládaných prací již v roce 1998. Nakonec ale v roce 2001 neproběhly ani přípravné práce a studie nebyla využita.
Technická infrastruktura úpravny vody byla zpod hráze odstraněna na samém začátku 21. století. Naopak byla u hráze zbudována odpočívadla na cyklistických trasách č. 5106 a 5213. V roce 2012 proběhlo odbahnění vodní nádrže a byla upravena výpusť. O investici bylo rozhodnuto v roce 2011.